# Fayence
Fayence – miejscowość i gmina we Francji, w regionie Prowansja-Alpy-Lazurowe Wybrzeże, w departamencie Var.
Według danych na rok 1990 gminę zamieszkiwały 3502 osoby, a gęstość zaludnienia wynosiła 127 osób/km² (wśród 963 gmin regionu Prowansja-Alpy-W. Lazurowe Fayence plasuje się na 170. miejscu pod względem liczby ludności, natomiast pod względem powierzchni na miejscu 369.).